# Tarsius pelengensis
Il tarsio di Peleng (Tarsius pelengensis Sody, 1949) è un primate aplorrino della famiglia dei Tarsidi.
Veniva un tempo classificato come sottospecie di Tarsius spectrum (T. spectrum pelengensis), ma di recente è stato classificato come specie a sé stante.

## Distribuzione e habitat

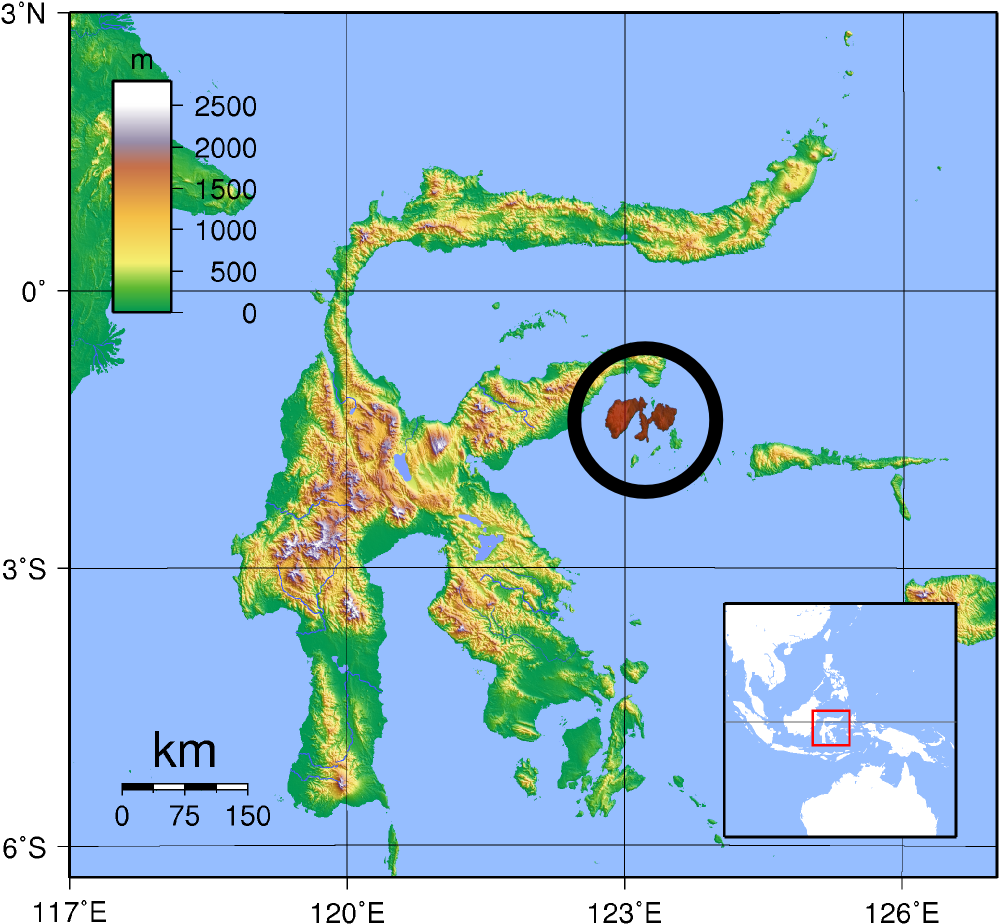
Areale del tarsio di Peleng

È endemico dell'omonima isola ad est di Sulawesi, dove vive nella foresta pluviale primaria e secondaria.

## Descrizione
Il manto è grigio-rossiccio, coi peli dalla punta bianco-crema sulle zampe posteriori.

Questi animali hanno grandi occhi che però sono fissi nelle orbite: per ovviare a questo inconveniente, le vertebre del collo sono assai mobili e l'animale può ruotare il collo fino a 180°.

Rispetto alle altre specie, il terzo molare inferiore è meno sviluppato ed i canini superiori sono più piccoli. Le dita terminano con polpastrelli rigonfi, sui quali sono poste unghie appiattite simili a quelle umane, fatta eccezione per il secondo e terzo dito di ogni piede (e non di uno solo come in altri congeneri) che presentano artigli per il grooming.

## Biologia
Si tratta di animali notturni e solitari, dalle abitudini principalmente insettivore, anche se non disdegnano ogni tanto nutrirsi di piccoli vertebrati.